# Czinger 21C
La Czinger 21C (21C pour 21st Century) est une hypercar hybride conçue par le constructeur automobile américain Czinger, et produite à 80 exemplaires à partir de 2021.

## Présentation
Dessinée, développée et construite à Los Angeles en Californie, la Czinger 21C inaugure la nouvelle marque Czinger Vehicles du nom de son fondateur Kevin Czinger.
La 21 C devait être présentée au Salon international de l'automobile de Genève 2020, mais celui-ci a été annulé à cause de l'épidémie de COVID-19. Elle est finalement présentée le 11 mars 2020 à Londres lors d'un événement spécial.
Elle est produite à 80 exemplaires en deux configurations, une première pour la route, la seconde orientée piste, dite Lightweight Track.

## Caractéristiques techniques

### Architecture
La voiture dispose d'un baquet conducteur placé en position centrale et d'un siège passager en ligne derrière celui du pilote, minimisant ainsi la largeur du cockpit.

### Motorisation
La Czinger 21C est dotée d'une motorisation essence hybride constituée d'un V8 biturbo de 2,88 litres de cylindrée développant 950 ch à 11 000 tr/min, conçu par la marque, et placé en position centrale arrière, associé à deux moteurs électriques de 150 kW (204 ch) chacun, placés sur le train avant et alimentés par une batterie lithium-titanate. 
La puissance du moteur thermique est transmise aux roues arrière via une boîte séquentielle à 7 rapports, et est complétée par celle des moteurs électriques agissant sur les roues avant.

## Version 21C V Max
En août 2022, Czinger présente la version 21C V Max, une version allongée privilégiant la vitesse de pointe.